# Chlenias serina
Chlenias serina är en fjärilsart som beskrevs av Oswald Beltram Lower 1900. Chlenias serina ingår i släktet Chlenias och familjen mätare. Inga underarter finns listade i Catalogue of Life.